# Jakab-hegyi Remete-barlang
A Jakab-hegyi Remete-barlang kis méretű barlang volt, amely a Duna–Dráva Nemzeti Parkban lévő Kővágószőlősön, a Jakab-hegy déli letörésénél, a Zsongor-kő közelében nyílt. Homokkőben alakult ki és ezért volt különleges a hazai barlangok között.

## Leírás
A Zsongor-kő felső szintjének egyik sziklájában, körülbelül 560 méter tengerszint feletti magasságban, gyakorlatilag a Jakab-hegy délnyugati peremén, a pálos kolostor romjaitól mintegy 400 méterre, délnyugatra volt a bejárata.
A barlangnak egy járhatatlan méretű ablaka volt.
Előfordul irodalmában Jakabhegyi 1. Kőfülke, Jakab-hegyi 1. sz. kőfülke (Kordos 1984), Jakab-hegyi mesterséges barlang (Eszterhás 1998), Jakabhegyi mesterséges barlang (Szabó Pál 1961), Jakabhegyi Remetebarlang (Bertalan 1976), Remete-barlang (Gaál 1944), Remete barlang (Szabó Pál 1961) és Remetebarlang (Kiss 1918) neveken is. A barlangkataszteri száma: 4120-171.

## Kialakulás
Cseri Dezső tektonikus kialakulásúnak tartotta. Koch László szerint a repedések mentén bekövetkezett aprózódás és a kötőanyag oldása mellett, valószínűleg emberi beavatkozás is segített a keletkezésében. Eszterhás István nem látta mesterséges eredetűnek, szerinte inkább az képzelhető el, hogy a mennyezetről levált köveket az emberek vitték ki belőle. Cseri Rezső nézetét fogadta el, azzal a kiegészítéssel, hogy a törési síkok mentén, inkassziós kőzetkipergéssel bővült az üreg.

## Kutatástörténet
Az 1918-ban napvilágot látott Mecseki útmutató című kiadványban az olvasható, hogy a Zsongor-kő előtt van a Remetebarlang, amely egy korábban ott élt remetének lakóhelye. Az 1925. évi Turisták Lapja című folyóiratban kiadott publikáció szerint a Jakab-hegyen épült kilátótoronytól lejjebb, 200 méterre van a sziklaodú. Az 1926-ban megjelent Pécs és a Mecsek részletes kalauza című könyvben meg lett ismételve az 1918-as információ.
Az 1935. évi Földrajzi Közleményekben kiadott Szabó Pál Zoltán által írt tanulmányban látható egy térkép a Jakab-hegyről, amelyen a csúcs közelében remetebarlangok vannak jelölve. A tanulmányban az van írva, hogy a Zsongor-kő mellett van a Remetebarlang, amely szilárd kötésű homokkőbe van vésve, valamint két méter széles, három méter hosszú és 1,6 méter magas üreg. Sánc övezi. Nem valószínű, hogy remeték készítették, mert az üreg sokkal régibb. Keletre, közvetlenül mellette egy nagyobb méretű már beomlott. Nyugat felé, kissé távolabb is talált Szabó Pál Zoltán egyet beomolva. Lehet, hogy a sánc népének az őrhelyei voltak, mert a horvát hegyeken gyújtott tűzjeleket innen lehetett a legjobban megfigyelni.
Az 1939-ben napvilágot látott A Mecsek részletes kalauza című könyvben az olvasható, hogy a 102. számú útjelző oszlopnál az 5-ös jelzésű turistaút balra, délre tartva vezet a Remetebarlang mellett a Zsongor-kőre.
Az 1940-ben kiadott Pannónia című folyóiratban van egy térkép, amelyen be van jelölve a Remetebarlang helye és a szövegben az szerepel, hogy a kelta őrség számára a homokkőbe három üreget vájtak. Kettő már beomlott ezek közül, de a harmadik, a Remetebarlang még ép. Az Országjárás 1942. évi évfolyamában meg lett említve, hogy a Mecsek egyik barlangja a Jakab-hegyen lévő remetebarlang. Az 1944-ben megjelent, Szép magyar tájak című könyvben az olvasható, hogy a Jakab-hegyre látogató, romantikus pécsieket lehet, hogy érdekli a Zsongor-kő homokkő sziklái előtt található titokzatos Remete-barlang. Az 1961. évi Turista című folyóiratban az lett közölve, hogy védelmet nyújt a csípős szél ellen a kicsit huzatos barlang és egy történet szerint egy remetének volt lakása. A lányokra nagyon kell vigyázni, mert egy másik hiedelem szerint az a lány, aki átbújik a barlangon még abban az évben férjhez megy. A cikkhez mellékelve lett egy fénykép, amelyen a barlang bejárata látható.

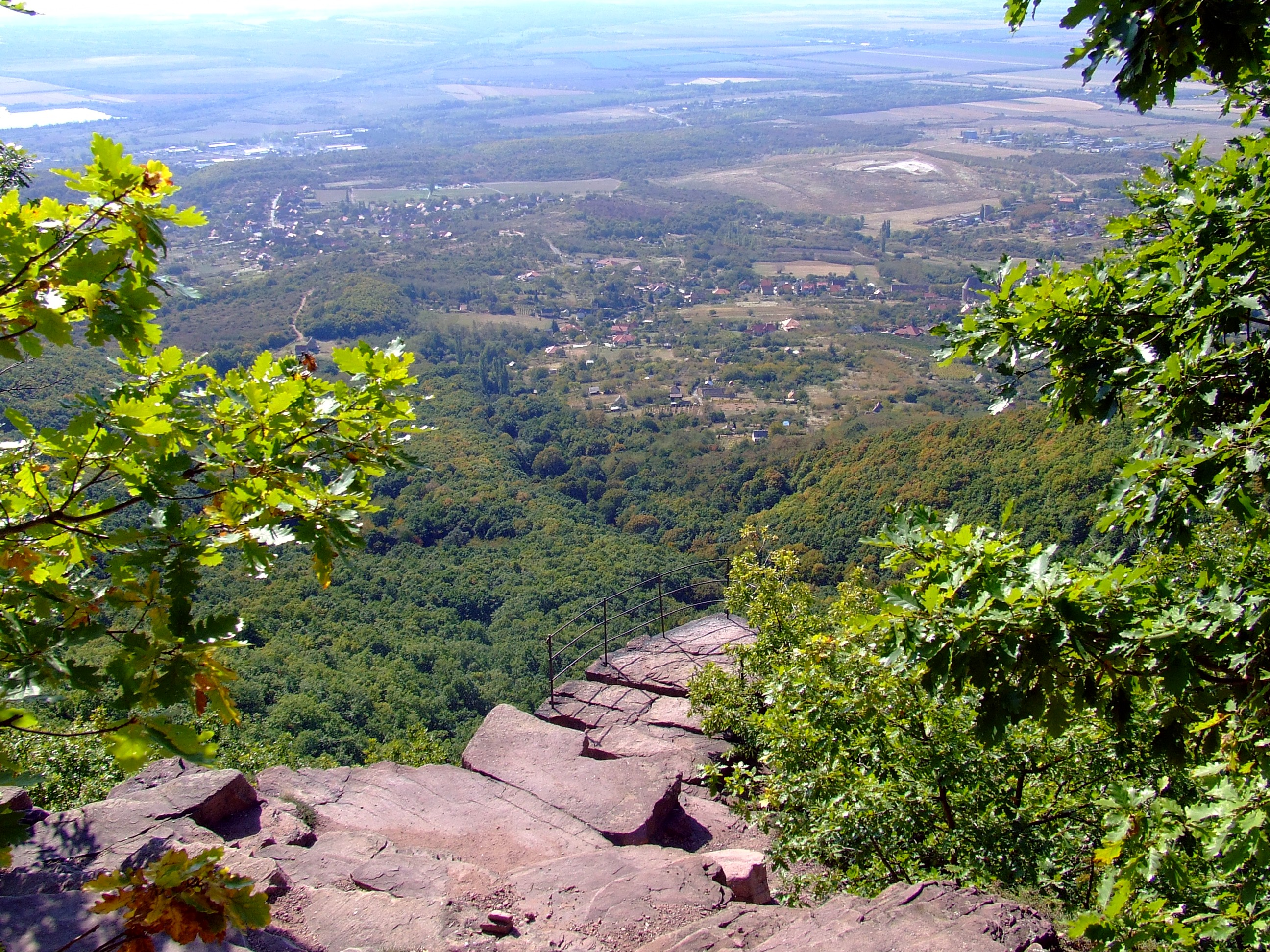
A barlang közelében található Zsongor-kő

Az 1961. évi Karszt- és Barlangkutatóban publikálva lett egy térkép a Nyugati-Mecsekről, amelyen meg van jelölve helye a Jakabhegyi mesterséges barlangnak és a publikáció szerint a Jakab-hegy tetején található az ásatással nem megállapított korból származó Remete barlang, amely a perm vörös homokkőben mesterségesen készült. Az 1964. évi Karszt és Barlangban kiadott Jámbor Áron által írt tanulmányban látható a Jakab-hegyről egy térképvázlat, amely Szabó Pál Zoltán 1935-ben megjelent térképén alapul és amelyen mesterséges üregek vannak jelölve. Ezek közül az egyik valószínűleg a Jakab-hegyi Remete-barlang. Az 1976-ban befejezett Magyarország barlangleltára című kéziratban az olvasható, hogy a Mecsek hegységben, Kővágószőlősön lévő Remete-barlang másik neve Jakabhegyi Remetebarlang. A Jakab-hegyi kilátó és a Zsongor-kő között, a kilátóhoz vezető turistaút mellett, homokkőrétegek alatt, kb. 350 m tengerszint feletti magasságban van a bejárata. 3 m hosszú, 2 m széles és 1,6 m magas, mesterséges, perm homokkőben lévő átjáróüreg. A kézirat barlangra vonatkozó része 4 publikáció alapján lett írva.
A Bertalan Károly és Schőnviszky László által írt, 1976-ban megjelent Magyar barlangtani bibliográfia barlangnévmutatójában meg van említve a Mecsek hegységben lévő Jakab-hegyen található mesterséges üreg Remete-barlang néven. A barlangnévmutatóban fel van sorolva 5 irodalmi mű, amelyek foglalkoznak az üreggel. Az 1984-ben napvilágot látott Magyarország barlangjai című könyv országos barlanglistájában szerepel a Mecsek hegység barlangjai között a Jakab-hegyi Remete-barlang két külön barlangként. Az egyik barlangnak Jakab-hegyi 1. sz. kőfülke a neve és Jakabhegyi mesterséges barlang név a névváltozata. A másik barlangnak Remete-barlang a neve és Jakabhegyi Remetebarlang a névváltozata. A listához kapcsolódóan látható a Mecsek hegység és a Villányi-hegység barlangjainak földrajzi elhelyezkedését bemutató 1:500 000-es méretarányú térképen a két barlang földrajzi elhelyezkedése.
Eszterhás István Magyarország nemkarsztos barlangjainak listája című, 1989-ben készült kéziratában nincs említve. A kéziratban az olvasható, hogy a 4120-as barlangkataszteri területen lévő, kővágószőlősi Jakab-hegyi 1.sz. kőfülke homokkőben alakult ki és két névváltozata a Jakab-hegyi keleti kőfülke, a Zsongor-kő alatti 1.sz. barlang. 5 méter hosszú, 1,5 méter magas. Ez vagy a Jakab-hegyi Keleti-kőfülke, vagy a Jakab-hegyi Nyugati-kőfülke. A 4120-as barlangkataszteri területen lévő, kővágószőlősi Jakab-hegyi 2.sz. kőfülke homokkőben alakult ki és két névváltozata a Jakab-hegyi nyugati kőfülke, a Zsongor-kő alatti 2.sz. barlang. 2,5 méter hosszú, 1,5 méter magas. Ez vagy a Jakab-hegyi Keleti-kőfülke, vagy a Jakab-hegyi Nyugati-kőfülke. A listában meg van említve az a Magyarországon, nem karsztkőzetben kialakult, létrehozott 220 objektum (203 barlang és 17 mesterséges üreg), amelyek 1989. év végéig váltak ismertté. Magyarországon 21 barlang keletkezett homokkőben. Az összeállítás szerint Kordos László 1984-ben kiadott barlanglistájában fel van sorolva 119 olyan barlang is, amelyek nem karsztkőzetben jöttek létre.
Az 1997-ben megjelent Rónaki László által írt kiadvány szerint az általa összeállított kataszternek egy külön fejezetében kerültek nyilvántartásba a nem karsztos eredetű üregek, mint például a Jakab-hegyen lévő kis homokkőbarlangok, így a Remete-barlang is. 1998. május 1-jén Eszterhás István és Szenti Tamás mérték fel az üreget és a felmérés alapján Eszterhás István szerkesztett alaprajzi barlangtérképet és hosszmetszet barlangtérképet, amelyek 1:50 méretarányban készültek. A felmérés szerint 10,6 méter hosszú és 2,2 méter magas. Az MKBT Vulkánszpeleológiai Kollektívájának 1998. évi évkönyvében részletesen ismertetve van a barlang, egy helyszínrajzon van helye jelölve és mellékelve lettek a leíráshoz a barlangtérképek.
A 2001. november 12-én készült Magyarország nemkarsztos barlangjainak irodalomjegyzéke című kézirat barlangnévmutatójában szerepel Remete-barlang néven, a Jakab-hegyi 1. sz. kőfülke, a Jakabhegyi mesterséges barlang és a Jakabhegyi Remetebarlang névváltozatokkal. A barlangnévmutatóban fel van sorolva 17 irodalmi mű, amelyek foglalkoznak a barlanggal. A 2005-ben kiadott Magyar hegyisport és turista enciklopédia című könyvben az olvasható, hogy a Zsongor-kő közelében remetebarlang van, rálátással a Sasfészek nevű és a Babás-szerkövek nevű sziklaképződményekre.

## További irodalom
- Cseri Dezső: Mecseki évezredek. Búvár, 1989. 11. sz. 8. old.
- Dely Károly: Vártúrák kalauza. Dunántúl. Budapest, 1976. 289. old.
- Karádi Károly – Oppe Sándor szerk.: Mecsek és környéke útikalauz. Budapest, 1979. 62., 176., 190., 223., 233., 235., 399. old.
- Koch László: A Jakab-hegy földtani érdekességei. Természet Világa, 1978. 8. 362., 364. old. (Fényképpel és helyszínrajzzal.)
- Oppe Sándor: Tavaszi emlékek. Természetjárás, 1955. július. (1. évf. 4. sz.) 17. old.